# Burg Orsbach
Die Burg Orsbach ist eine mittelalterliche Burganlage im Ortsteil Orsbach bei Aachen, deren Ursprünge vermutlich bis in die karolingische Zeit reichen.

## Geschichte
Etwa fünf Kilometer außerhalb des alten Aachener Stadtkerns Richtung Westen erhebt sich nördlich der alten Heerstraße von Aachen zu den Flusshäfen nach Maastricht ein Hochplateau, auf dem sich im Mittelalter königliche Landgüter befanden, von deren jeweiligen Besitzern die Scholaster des Aachener Marienstiftes den Zehnt erhielten. Ein Teil dieser Landgüter wurde der Ministerialenfamilie van Orlosberg (Orlousberghe) als Erblehen übertragen, die ab dem 13. Jahrhundert dort nachweisbar ist. Zum Zwecke der Überwachung des bedeutenden und von hier aus gut einzusehenden Wirtschaftsweges von Aachen nach Maastricht, über den ein Großteil der Handels- und Truppenkonvois zogen, wurde um 1492 neben den Wirtschaftsgebäuden und einer kleinen romanischen Kirche eine burgähnliche Befestigungsanlage gebaut. Der Turm dieser Burg diente nun als einer der acht Melde- und Überwachungstürme des Aachener Reiches, zwischen welchen die akustische und optische Kommunikation innerhalb des Reichsgebietes und mit dem Stadtzentrum selbst vonstattenging. Auf diese Weise wurde die Burg ebenfalls Teil der 1453 bei Orsbach angelegten Landwehr des Aachener Landgrabens, jener Grenzbefestigung des Aachener Reiches, welche in den Jahren 1419 bis 1568 gemäß Vertrag zwischen dem Herzogtum Jülich und der Freien Reichsstadt Aachen angelegt wurde und hier in Orsbach am weitesten nach Westen vorstieß. Die Familie van Orlosberg erfuhr, wie die Aachener Stadtrechnungen des Jahres 1376 zeigen eine Namensergänzung, indem Aurelii oder Amelii van O. (Lesbarkeit in den Stadtrechnungen zweideutig) als Millis de O. bezeichnet wird. Seine Nachfahren haben die Bezeichnung Millis als Familiennamen angenommen. Die Bezeichnung ist abgeleitet von Amelii (eine Ableitung von „miles“ = Ritter) und von der Funktion der Familie = milites (Ministeriale), hier bedeutend Reichsritter. Später wurde aus der Bezeichnung Millis der Familienname Milles.  
Die Burganlage diente weiterhin noch bis zum Einmarsch der Franzosen im Jahre 1792 und dem damit verbundenen Ende des Aachener Reiches als Wachturm. Die Franzosen rissen zwar 1803 die kleine Kapelle ein, die Burganlage selbst wurde aber von ihnen verschont. Ständig wechselnde Besitzer, mehrfache bauliche Änderungen, schließlich die Umwidmung zu einer Gastwirtschaft mit angebautem Tanzsaal, aber auch mehrjährige Phasen des Leerstandes waren dem historischen Erhalt der Burg nicht dienlich und sie verfiel zusehends und sollte sogar endgültig abgerissen werden. Die zu jener Zeit immer noch in Besitz der Stadt Aachen befindliche Anlage wurde erst nach dem Verkauf im Jahre 1968 an einen Architekten grundlegend restauriert und von diesem in einem möglichst ursprünglichen Zustand zurückgeführt. Heute dient sie erneut als Wohnraum und wurde in der Zwischenzeit gemäß dem Denkmalschutzgesetz von Nordrhein-Westfalen unter Schutz gestellt.

## Beschreibung
Die derzeit noch erhaltenen Teile der Höhenburg, deren Mauerwerk aus Bruchstein an manchen Stellen mehr als 1,20 Meter Dicke vorweist, entstanden im 15. Jahrhundert. Im Rahmen der Kernsanierung des fast quadratischen Gebäudes Ende des 20. Jahrhunderts wurden die im 19. Jahrhundert aus der Wand gebrochenen großen Fensteröffnungen wieder in mittelalterliche kleinere Fenster zurückgebaut und die alten ursprünglich vorhandenen Schießscharten nach dem Modell einer noch verbliebenen Schießscharte wiederhergestellt. Im Inneren wurde der aus heimischem Mergelgestein bestehende Turm durch den Einbau von Treppen, Türen und Fenstern sowie durch Aufmauern eines weiß gekalkten Backsteinofens im Erdgeschoss wieder zu Wohnzwecken umgebaut, so dass die ursprüngliche Raumwirkung der zwei übereinander liegenden sehr hohen Räume noch nachvollziehbar blieb. 
Hinter dicken Mauern schließt sich ein Garten sowie ein Innenhof an, in dem Spalierobst rankt, sowie ein alter ebenfalls restaurierter Schuppen, dessen Decke über ein Kreuzgratgewölbe ähnlich einer gotischen Krypta verfügt. 
Die ehemalige historische Bedeutung der gesamten Anlage wird einem Betrachter nun wieder deutlich, wenn man sie im Zusammenhang mit der benachbarten Friedhofseinfassung, einem angeschlossenen ebenfalls alten Wohnhaus und der 1863 anstelle der zerstörten romanischen Kapelle erbauten neuen Pfarrkirche betrachtet.